# Freycinetia candeliformis
Freycinetia candeliformis är en enhjärtbladig växtart som beskrevs av Otto Warburg. Freycinetia candeliformis ingår i släktet Freycinetia och familjen Pandanaceae.
Artens utbredningsområde är Sulawesi. Inga underarter finns listade.